# كأس الجزائر 1969–70
كأس الجزائر 1969–70 هو موسم من كأس الجزائر. أشرف على تنظيمه الإتحاد الجزائري لكرة القدم، وفاز فيه شباب بلوزداد.
و الوصيف فيه كان فريق اتحاد الجزائر